# آرثر بولوك
آرثر بولوك (بالإنجليزية: Arthur Bullock)‏ (7 أكتوبر 1909 في المملكة المتحدة - 1997) هو لاعب كرة قدم بريطاني (وحمل سابقاً جنسية المملكة المتحدة لبريطانيا العظمى وأيرلندا) في مركز الهجوم. لعب مع نادي يورك سيتي وهال سيتي وبريدلينغتون تاون ‏.